# 李自健美術館

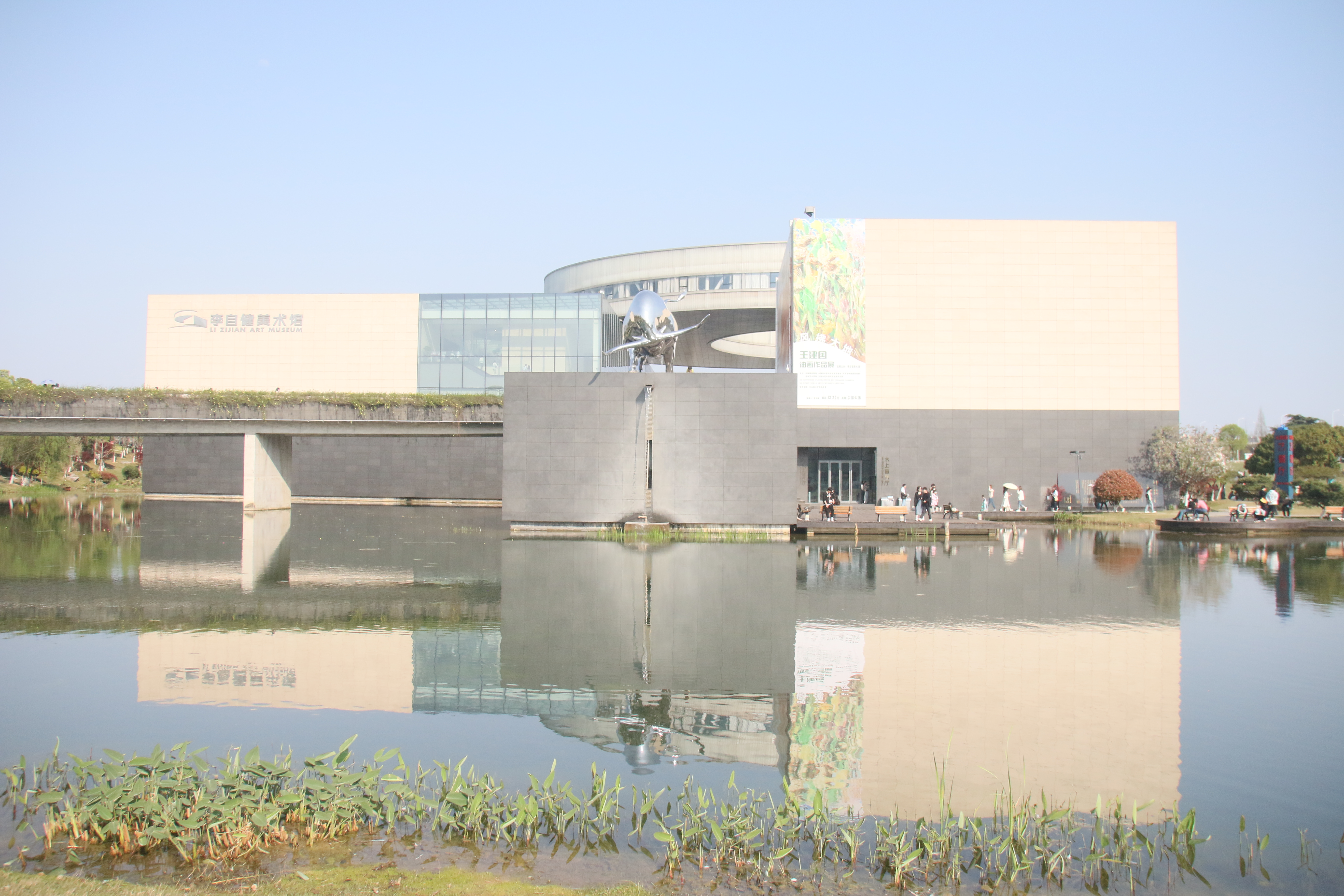
2023年の李自健美術館

李自健美術館（りじけんびじゅつかん、簡体字: 李自健美术馆； 英語: Li Zijian Art Museum）は、中華人民共和国湖南省長沙市岳麓区にある私立美術館である。

## 沿革
2014年5月、臨済宗の高僧星雲大師が李子健美術館の礎を築いた。同年12月、李自健美術館は着工し、2016年10月1日に李自健美術館が完成し、無料で一般公開されました。2017年7月16日、李自健美術館はイギリス世界記録認証機構（WRCA）に「世界最大の芸術家個人美術館」と認証されました。

## 展示室・施設
常設展示室、企画展示室（展示区A、B、C）以外は無料ゾーンである。
李自健美術館はいくつかのエリアに分かれています。主にA展示区、B展示区、C展示区（臨時展示区）、心の空間、静心島、水上音楽ホール、水上芸レストランなどです。
- A展示区：1階は臨時展示エリア（C1-C4展示室）です。二階、三階は李自健油絵常設展示室（A1-A4ホール）です。

- B展示区：1階は水上芸レストランとハッピーレストラン（セルフサービスレストラン）です。二階は陳西川先生のスケッチ展示室、国際芸術書店、カフェです。三階は星雲大師の一筆の書道展示室、星雲大師の書屋です。心の空間と水上音楽ホールは多機能ホールです。

## 周辺の主な施設・店舗
- 洋湖湿地公園
- 長沙博物館
- 長沙市規劃展示館
- 長沙図書館
- 長沙音楽庁